# Шуменские говоры

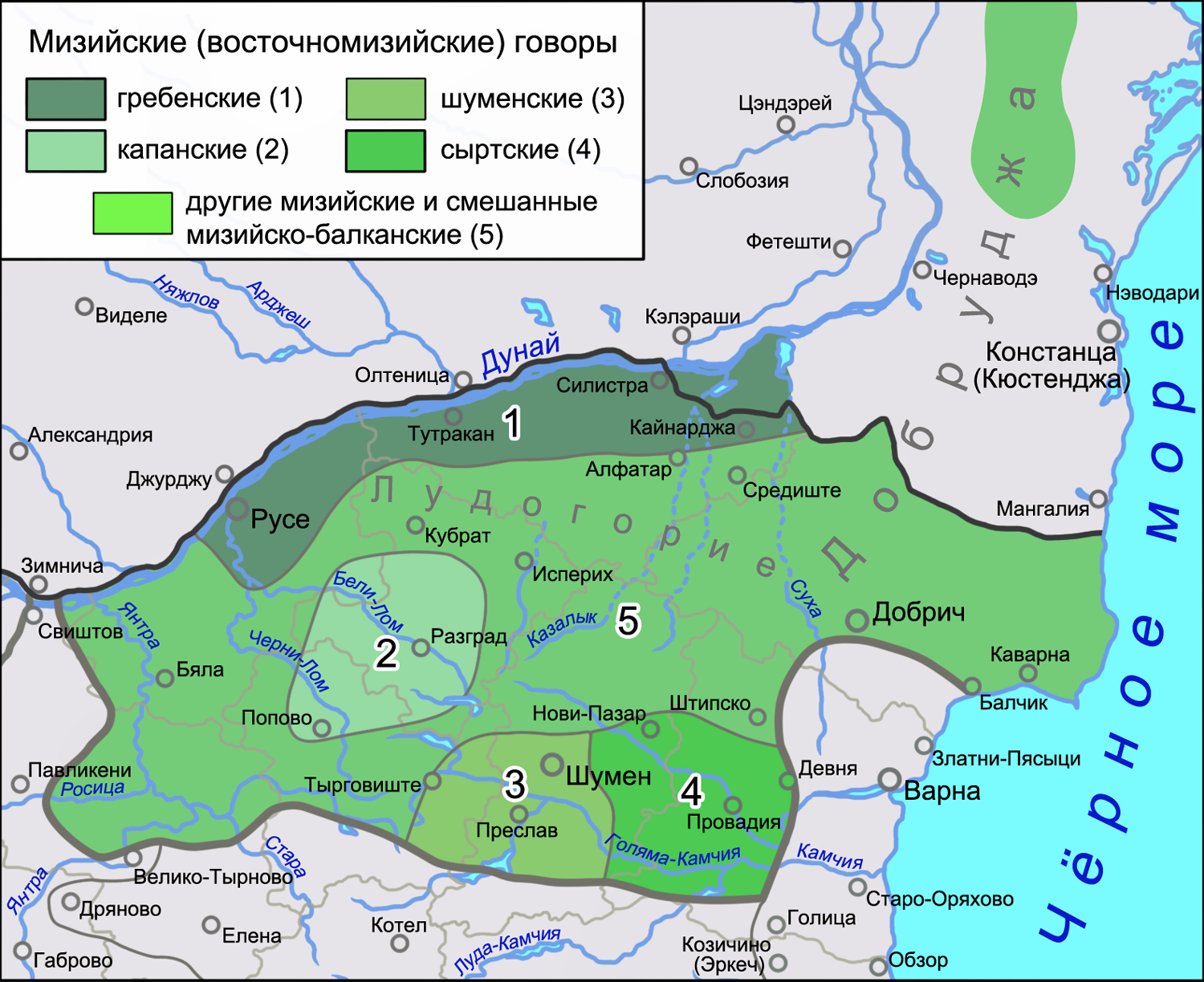
Область распространения шуменских говоров на карте мизийского диалектного ареала (согласно диалектологической карте болгарского языка 2014 года)

Шу́менские го́воры (также шуменско-преславские говоры, плиско-преславские говоры, шуменский диалект; болг. шуменски говор, шуменско-преславски говор, плиско-преславски говор, шуменски диалект) — говоры мизийской диалектной подгруппы, распространённые в северо-восточной части Болгарии: в центре и на юго-западе Шуменской области, а также на востоке Тырговиштской области (в окрестностях городов Шумен, Преслав и Тырговиште). В прошлом носители шуменских говоров вместе с носителями других мизийских говоров мигрировали на север в Добруджу и в ряд регионов Российской империи (на южные территории современных Молдавии, Украины и России), а также переселялись на юг в соседние с Мизией (Мёзией) районы Фракии.
Понятие «шуменские говоры» может применяться как к собственно шуменскому диалектному ареалу, так и к диалектному объединению, включающему собственно шуменские и близкие им сыртовские говоры. Помимо сыртовских говоров в составе мизийской диалектной подгруппы к шуменским близки также гребенские и капанские говоры — их объединяет наиболее полное сохранение исконных диалектных черт и незначительное влияние на их диалектные системы языковых особенностей балканской диалектной группы.
Помимо общих мизийских черт шуменским говорам присущи такие локальные диалектные признаки, как произношение гласной и на месте ъ (в МФА — ɤ) в позиции после мягкой согласной под ударением (àс седѝ — литер. аз седя «я сижу»); сохранение следов древнеболгарской гласной ы (еды̀н — литер. един «один», ры̀бы — литер. риби «рыбы»); отсутствие смешения рефлексов носовых гласных переднего и заднего ряда ę (в кириллической транскрипции — ѧ) и ǫ (в кириллической транскрипции — ѫ); случаи перехода ъ > о (в безударном положении — у) в суффиксах -ок у имён существительных (добѝтук — литер. добитък «скот», пѐтук — литер. петък «пятница»); употребление формы винительного падежа 3-го лица личного местоимения вместо притяжательного местоимения (у нèгọ дѐн — литер. в този ден «в этот день»); наличие краткой формы личного местоимения 3-го лица единственного числа мужского и среднего рода общекосвенного падежа и на месте го: шạ и ма̀йнем то̀з буклỳк — литер. ще го махнем този боклук «(мы) уберём этот мусор»; распространение слов дѐсни — литер. венци «дёсны», чàплạ — литер. щъркел «аист», жèркạ — литер. воденица «водяная мельница», ѝштъ — литер. искам «хотеть, желать», вѐште — литер. още «ещё», нѝне — литер. сега «сейчас» и других.
В издании «Болгарская диалектология» (под редакцией С. Стойкова, 1962) шуменские говоры характеризуются как наиболее типичные мизийские говоры.

## Классификация
Шуменские говоры вместе с гребенскими, капанскими, сыртовскими и другими, как правило, смешанными мизийско-балканскими говорами образуют мизийскую диалектную подгруппу. Вместе их объединяют такие основные черты, как чередование ’а > ê (б’ал — литер. бял «белый» — бềли — литер. бели «белые») и наличие форм определённого постпозитивного артикля -o и (в безударном положении) -у (врат-о̀ — литер. врат-а/врат-ът «шея», л’àб-у — литер. хляб-а/хляб-ът «хлеб»). Наиболее близкими шуменским являются сыртовские говоры, с которыми шуменские часто объединяются в единый диалектный ареал. В частности, шуменские говоры рассматривались вместе с сыртовским как одна диалектная единица в издании «Болгарская диалектология» (под редакцией С. Стойкова, 1962), при этом к говорам с наиболее полно сохранившимися исконными диалектными чертами Шуменского региона отнесены говоры сыртовских сёл Каспичан, Кюлевча, Марковча и других. Позднее М. Славчев-Младенов предложил рассматривать собственно шуменские (шуменско-преславские — в его терминологии) и сыртовские говоры как два диалектных подтипа в пределах общего шуменского ареала. На диалектологической карте болгарского языка, опубликованной отделением диалектологии и лингвистической географии Института болгарского языка (2014), ареал сыртовских говоров показан как отдельный от собственно шуменского ареала, но уже на обновлённой карте 2019 года сыртовские говоры вновь стали рассматривать как часть шуменского (или плиско-преславского) ареала.
Согласно классификации, опубликованной в издании «Болгарская диалектология» (1962), мизийские говоры непосредственно включались в восточноболгарскую группу наряду с балканскими и рупскими говорами. Согласно диалектологической карте болгарского языка 2014 года, мизийские говоры образуют в составе восточноболгарской группы вместе с балканскими говорами обособленный северо-восточный диалектный ареал.
По внутренней классификации шуменского ареала, предложенной исследователем болгарских диалектов К. Колевой, в нём выделяются центральный микроареал (в районе Шуменского плато), юго-восточный микроареал (в Камчийской долине), юго-западный микроареал (в котловине Герлово) и южный микроареал, представляющий говоры загорцев (к югу от восточной части Стара-Планины).

## Ареал

### Говоры исконного ареала
Область распространения шуменских говоров размещена в южной части мизийского диалектного ареала. С востока к ней примыкает ареал сыртовских говоров мизийской диалектной подгруппы, с севера и запада — ареалы мизийских говоров, смешанных с балканскими. На юге ареал шуменских говоров граничит с ареалом котельско-еленско-дряновских говоров балканской диалектной подгруппы.
По современному административно-территориальному делению Болгарии ареал шуменских говоров расположен в двух областях северо-восточной части страны — в Шуменской области (в центральных и юго-западных районах) и в Тырговиштской области (в восточных районах).
Центром шуменского диалектного ареала является Шуменское плато. Границы ареала на северо-западе проходят по восточной части Лилякского плато, на юго-востоке — по западной части Провадийского плато (Каспичанско-Провадийского сырта). На юго-западе область распространения шуменских говоров включает Преславские горы, Драгоевские горы и отчасти котловину Герлово. С юга к шуменскому ареалу примыкают Вырбицкие горы. Территорию шуменских говоров с запада на восток пересекают долины рек Врана и Голяма-Камчия (Камчийская долина). Между Драгоевскими и Вырбицкими горами расположена Ришская котловина, через которую в прошлом шло переселение жителей Шуменского края в более южные области Болгарии.

### Переселенческие говоры
Как и остальные носители мизийских говоров жители Шумена, Преслава, Тырговиште и их окрестностей участвовали в заселении территории по берегам Дуная в его нижнем течении (районы Силистры и Тутракана), а также ряда территорий в Южной и Северной Добрудже. Основной поток миграции в эти регионы отмечался в начале XIX века (в основном к 1828 году), когда мизийские болгары уходили на север вслед за российскими войсками. Позднее переселенческие потоки носителей шуменских, капанских, сыртовских и других мизийских говоров достигли территории Российской империи (ряд районов современных Молдавии, Украины и России). Переселенцы из Шуменского региона составили на новом месте заметную часть от общего болгарского населения.
Одну из этнолокальных групп болгар, переселившихся в начале XIX века из района Шумена, а также из районов Провадии и Нови-Пазара к берегу Дуная, называют шиковцами. Своё название они получили от соседей из-за произношения частицы, образующей формы будущего времени как ши или шъ: ши кажа — литер. ще кажа «(я) скажу», шъ дойда — литер. ще дойда «(я) приду».
М. Славчев-Младенов, исследовавший говоры Добруджи в 1970—1971 годах, выделил среди прочих на её территории два типа мизийских говоров — шиковский (в окрестностях Силистры) и шуменско-преславский (в сёлах Нова-Черна и Соколово, а также в окрестностях Добрича и Тутракана).
Часть жителей шуменского диалектного ареала наряду с жителями других мизийских регионов в прошлом в течение длительного времени переселялась на юг через горные перевалы на Балканах во Фракию (в окрестности городов Бургас, Эдирне (Одрин) и других, а также в регион Странджа), сформировав на новой территории особую субэтническую группу загорцев. При этом переселения происходили и в обратном направлении — из рупского диалектного ареала болгары мигрировали в окрестности Шумена. В частности, фракийские говоры отмечены в Шуменском крае при исследовании шуменского диалектного ареала К. Колевой.
Говоры «загорского клина» в настоящее время представляют собой, по словам Т. Бояджиева, контактную зону между северо-восточными и юго-восточными болгарскими говорами. По мнению К. Колевой загорские говоры, в частности, размещённые в сёлах между Карнобатом и Сунгурларе можно рассматривать как продолжение шуменского диалектного ареала с севера на юг.

## Социолингвистические сведения
Согласно данным исследователя болгарских диалектов К. Колевой, современное изучение шуменского диалектного ареала, в котором отражены сведения о речи носителей говоров различного возраста и различного уровня образования, показывает, что в целом традиционная диалектная система в Шуменском регионе в отдельных ситуациях бытового общения сохраняется. В числе прочего сохраняются наиболее яркие специфические черты шуменских говоров, отличающие их от остальных болгарских диалектов и от литературного языка. Вместе с тем в Шуменском регионе отмечается, как и повсеместно, сильное влияние стандартного языка на речь местного населения, в первую очередь, на речь представителей молодого поколения и лиц с высшим образованием.

## Особенности говоров

### Мизийские черты
В шуменских говорах сравнительно хорошо сохранились типичные особенности мизийского диалектного ареала, такие, как широкое произношение гласной e (как ê) на месте исторической ě (ѣ) под ударением перед мягкими согласными (бềли — литер. бели «белые», голềми — литер. големи «большие», врềме — литер. време «время», недềл’а — литер. неделя «воскресенье») при произношении перед твёрдой гласной под ударением ’а (б’ал — литер. бял «белый», гул’àм — литер. голям «большой», л’ап — литер. хляб «хлеб», л’àтọ — литер. лято «лето») и в безударном положении ’ạ (вр’ạменà — литер. времена «времена», д’ạцà — литер. деца «дети», л’ạбар — литер. хлебар «пекарь, булочник», cp’ạдъ̀ — литер. среда «среда, середина»); произношение гласной ъ (в МФА — ɤ) на месте древнеболгарских ъ и ǫ (ѫ) со сдвигом в задний ряд (бъ̀чва — литер. бъ̀чва «бочка», зъ̀би — литер. зъби «зубы», ковъ̀ — литер. кова «(я) кую»); отсутствие в фонологической системе согласной х, на месте которой во всех позициях выступают в и ф (фуртỳва — литер. хортува «(он) говорил» — форма 3-го лица единственного числа аориста, мувъ̀ — литер. муха «муха», б’àва — литер. бяха «(они) были» — форма 3-го лица множественного числа простого прошедшего времени, уфо̀ — литер. ухо «ухо»; см’аф — литер. смях «смех», т’аф —— литер. тях «их»); наличие определённого постпозитивного артикля единственного числа мужского рода под ударением -o, и в безударной позиции — -у (крạк-ò — литер. крак-ът «нога», нọс-ò — литер. нос-ът «нос»; сто̀л-у — литер. стол-ът «стул», ко̀л-у — литер. кол-ът «кол») и другие.

### Местные черты

#### Фонетика
К местным диалектным фонетическим особенностям шуменских говоров относят:
- произношение гласной и на месте ъ под ударением после мягкой согласной: àс седѝ (седя), държѝ, мълчѝ, вървѝт (вървят), лежѝт, сушѝт, главнѝ (главня), дъштерѝ — литер. дъщеря «дочь», душѝ (душа), земѝ — литер. земя «земля»;
- частичное сохранение на месте исконной ы гласной, отличной по произношению от и и близкой к ы: ты, былѝ — литер. били — форма причастия прошедшего времени действительного залога множественного числа от глагола бъда «быть», еды̀н, ры̀бы, жы̀ф, жы̀тọ[42];
- произношение гласной е на месте гласной а в позиции между мягкими согласными под ударением: полѐни, прийѐтел, шѐпки, печѐли, уфчѐр;
- полное отсутствие смешения рефлексов носовых гласных переднего и заднего ряда (перехода ѧ > ѫ), в том числе и после согласных й, ш, ж, ч: йѐдър, шèпạ — литер. шепа «горсть, пригоршня», жèднạ, жèтвạ — литер. жътва «жатва», чѐсту[14][15];
- значительное число случаев с изменением ъ > о (в безударном положении — у) в суффиксах -ок у имён существительных: добѝтук, пọдàрук, пѐтук, четвъ̀ртук наряду с сла̀дък, тѐжък;
- лабиализация гласной и (и > ’у): п’упèр, с’урмàф, мòж’уф, прàв’уф, не рàч’увạ;
- сильная редукция как гласных, так и согласных, в часто употребляемых словах (в том числе в быстрой речи): рàптạ — литер. работа, кòшк’и — литер. кокошки, знът — литер. знаят.

В исследованиях К. Колевой фонетические данные дополнены и уточнены такими признаками собственно шуменских говоров, как:
- переход ъ > о в ударном суффиксе -ов в словах типа такъв «такой», какъв «какой»: тако̀в, како̀в;
- произношение гласной ’е или ’ъ под ударением после мягкой согласной перед артиклем у имён существительных единственного числа женского рода в определённой форме[англ.] типа главня «головня», земя «земля», в говорах сёл Ивански и Кылново в этой позиции отмечается только гласная ’е;
- наличие гласной и перед шипящей согласной ж под ударением в закрытом слоге на конце слова у причастий аориста в форме единственного числа мужского рода от глагола мога «мочь»: можѝл (кроме говора села Дивдядово, в котором распространена форма можа̀л);
- произношение в большинстве случаев гласной е в основе слов типа тънко «тонко», жъне «жнёт» (форма 3-го лица единственного числа настоящего времени) на месте исторических ь и ѧ под ударением: тѐнко, жѐне (кроме говора села Лозево, в котором в указанной позиции распространена гласная ъ);
- произношение перед твёрдой согласной или в соседстве с сонорной на месте исторической ě (ѣ) в словах типа млека̀р «молочник», стена̀ «стена» как гласной ’а, так и ’ъ (как результат редукции);
- произношение в закрытом слоге на конце слова на месте е (континуанта исторической носовой ѧ) гласной ’и (как результат редукции): дѐвит — литер. девет «девять», дѐсит — литер. десет «десять»;
- распространение на конце слов типа дъщеря̀ «дочь», свиня̀ «свинья» под ударением после мягкой согласной у имён существительных женского рода единственного числа гласных ’а или ’ъ (в говорах сёл Ивански и Кылново — ’а или е), данное явление относится также к именам существительным в определённой форме типа дъщеря̀та, свиня̀та;
- переход т > к перед историческим сочетанием редуцированного ъ с л — ъл: клъст — литер. тлъст «толстый»;
- упрощение сочетания пт > т в словах типа птѝчка «птичка»;
- смягчение согласной л > л’ в середине слова перед твёрдой или мягкой согласными: бỳл’ка — литер. булка «невеста», бòл’на — литер. болна «больная»; бỳл’ки — литер. булки «невесты», бòл’ни — литер. болни «больные»;
- распространение палатализованных согласных на конце слова: о̀гън’ — литер. огън «огонь», зет’ — литер. зет «зять», пет’ — литер. пет «пять», езѝк’ — литер. език «язык»;
- наличие согласной в на месте й в позиции после гласной о в словах типа тояга то[йа]га «палка», стоя сто[йа] «стоять», данное явление характерно в первую очередь для говоров сёл Лозево, Салманово, Ивански и Кылново, в наряду с й встречается в говорах сёл Имренчево, Дивдядово и Драгоево;
- произношение протетической согласной в словах типа въ́глен «уголь» как билабиальной w: wъ́глен;
- отсутствие согласной в в сочетаниях тв, дв в словах типа твой «твой», двор «двор»;
- произношение согласной дж на месте ж в начале слов типа желязо «железо»: джела̀зо;
- произношение согласной дз на месте з в начале слов типа звезда «звезда», заден «задний» и в середине слов типа сълзи «слёзы», бързам «спешить, торопиться»: дзвезда̀, дза̀ден; сълдзѝ, бъ́рдзам;
- наличие разных согласных на месте х в словоформе тяхна «их» (притяжательное местоимение в форме женского рода 3-го лица множественного числа): в говорах сёл Имренчево, Кочово, Лозево, Дивдядово и Салманово на месте х используется й, в говорах сёл Драгоево, Ивански, Кылново на месте х используется в;
- преобладание словоформ с согласной х в конце слова над словоформами с согласными в и ф: смях — литер. смях «смех», кожỳх — литер. кожух «кожух, тулуп», глух — литер. глух «глухой», сух — литер. сух «сухой»;
- наличие согласной в в начале слов типа фенѐр «фонарь», фитѝл «фитиль» и позиции между гласными в середине слов в типа Стѐфан (мужское имя), ко̀фа «ведро», произношение ф в этих случаях отмечается в говорах сёл Лозево и Салманово.
- особенности акцентной системы, при которой ударение падает на:
  - флексию — в именах существительных женского рода множественного числа типа жени «женщины»: женѝ — литер. жѐни, ударение на основе (жѐни) встречается при этом в говорах сёл Кочово, Драгоево, Дивдядово и Имренчево;
  - основу — в именах существительных среднего рода типа коляно «колено» во множественном числе в определённой форме: колѐнете — литер. коленѐте, ударение на флексии (коленѐте) характерно для говоров сёл Имренчево, Кочово и Дивдядово;
  - основу — в формах причастия аориста действительного залога мужского рода единственного числа от глагола видя «видеть, увидеть» и в форме причастия прошедшего времени действительного залога множественного числа от глагола съм «быть»: вѝдел — литер. вѝдел, бѝли — литер. билѝ, данные типы ударения характерны прежде всего для говоров сёл Драгоево, Имренчево и Кочово.

#### Морфология и синтаксис
К местным чертам шуменских говоров в области морфологии относят:
- употребление личного местоимения 3-го лица в форме винительного падежа вместо притяжательного местоимения: у нèгọ дѐн — литер. в този ден «в этот день», у нèйạ нѝвạ — литер. в тази нива «в этом поле», да̀л на т’àф òрạ — литер. дал на тези хора «давший этим людям»;
- употребление краткой формы личного местоимения 3-го лица единственного числа мужского и среднего рода общекосвенного падежа (возникшего на основе форм родительного и винительного падежей) и на месте го: улọвòйạ и мо̀йу сѝн; шạ и ма̀йнем то̀з буклỳк; рỳскийу генẹрàл, кàтọ и зạрòвиха на Шỳмен; зѐли гърнѐту, уто̀рили и, такое же явление распространено в родопских павликянских говорах[46];
- использование для образования будущего времени проклитической частицы шъ — литер. ще (шъ рàпт’ъ, шъ глѐдъм — литер. ще гледам «(я) буду глядеть») наряду с частицами ши и ше (шѝ йдъ, не шѐ нъмèр’ъ)[39][47].

В исследованиях К. Колевой морфологические данные дополнены и уточнены такими признаками собственно шуменских говоров, как:
- наличие имени существительного в форме мужского рода пот — потъ́т (определённая форма) — литер. (форма женского рода) пот — потта̀ «пот» (определённая форма);
- сохранение в ряде говоров исторической формы мужского рода имён существительных типа вечер «вечер», в частности, в говорах сёл Дивдядово и Кылново, в ряде случаев наблюдается вариативное употребление таких слов, и в мужском, и в женском роде;
- наличие односложных имён существительных мужского рода типа гост «гость», ден «день», мъж «муж, мужчина», кон «конь» с окончаниями -е, -ове в формах множественного числа: го̀сте — литер. гости, дѐнове — литер. дни;
- распространение окончания -е у многосложных имён существительных в форме мужского рода множественного числа, называющих лиц типа гражданин «горожанин, гражданин», градинар «садовник», а также животных и предметы: гра̀ждане — литер. граждани, но гъ̀лъби — литер. гълъби «голуби» (в говорое села Смядово), гъ̀лъбе (в говоре села Кылново);
- распространение имён существительных в форме среднего рода множественного числа типа име «имя», рамо «плечо», оканчивающихся на -та, -на, -не, -е: ѝмета — литер. имена̀ (в говорах сёл Драгоево и Имренчево), имена̀, раменѐ / рамѐ / рамена̀ — литер. рамена̀ / раменѐ (в говорах остальных шуменских сёл);
- наличие членной морфемы множественного числа т’ẹ у имён существительных мужского рода в определённой форме типа градинар, гражданин, ръкав «рукав»: градинàрт’ẹ — литер. градина̀рите, гуйдàрит’ẹ — литер. гайда̀рите «волынщики, музыканты, играющие на гайде», данное явление характерно прежде всего для говоров сёл Имренчево, Лозево, Дивдядово, Кочово, Салманово;
- наличие членной морфемы единственного числа -о или -’о у имён существительных мужского рода в определённой форме (как под ударением, так и без ударения, как после твёрдой согласной, так и после мягкой) типа вол «вол», път «дорога, путь»: во̀ло, пъ̀т’о, варианты членной морфемы -ъ или -’ъ встречаются в говорах сёл Ивански и Кылново;
- наличие членной морфемы единственного числа -йу или -йъ у имён прилагательных мужского рода типа бял, голям: бѐлийу, бѐлийъ, данное явление чаще всего встречается в говорах сёл Драгоево, Ивански и Кылново;
- словообразование относительных имён прилагательных типа балкански «балканский, горный», горски «лесной» с помощью форманта -цк наряду со -ск: балка̀нцки, балка̀нски;
- распространение личного местоимения 3-го лица множественного числа именительного падежа в форме тий — литер. те «они», образованного по аналогии с формами ний «мы» и вий «вы»;
- распространение конструкции с местоименной репризой типа ас ме болѝ — литер. мен ме боли «у меня болит», в которой вместо косвенной формы местоимения используется форма именительного падежа;
- распространение окончания -ме в формах глаголов 1-го лица множественного числа настоящего времени I и II спряжения типа бера «собирать», водя «вести, водить»: берѐме — литер. берем «берём», данная форма часто отмечается в сосуществовании с формой берѐм;
- распространение окончания -ах в формах глаголов 1-го лица единственного числа аориста I и II спряжения типа донеса «сообщить, донести», мета «мести»: мѐтах — литер. метох «мёл», формирование данного окончания связывают с процессом выравнивания парадигмы по образцу глаголов III спряжения, являющемуся доминирующей моделью;
- ударение на флексии в форме причастия прошедшего времени действительного залога множественного числа от глагола бъда «быть»: билѐ — литер. бѝли, в говорах сёл Имренчево, Кочово, Драгоево и Дивдядово употребляются как форма билѐ, так и форма бѝли;
- широкое распространение дублетного предлога в в форме във.

#### Лексика
Также для шуменских говоров характерен ряд лексических особенностей, в частности, распространение таких слов, как дѐсни — литер. венци «дёсны», чàплạ — литер. щъркел «аист», жèркạ — литер. воденица «водяная мельница», жерт (върлина), о̀тък (гумно), гам (шум), клик (вик), ѝштъ — литер. искам «хотеть, желать», наг’ѝбạм се (навеждам се), вѐште — литер. още «ещё», нѝне — литер. сега «сейчас», кутрѝ, кутра̀, кутро̀ (кой, коя, кое) и других.

#### Архаизмы
Ряд указанных диалектных черт позволяют рассматривать шуменские говоры как наиболее архаичные говоры мизийского ареала. К таким чертам относят сохранение гласной ы наряду с общемизийскими широким произношением e (ê) на месте исторической *ě (ѣ) перед мягким согласным и произношением ударной гласной ъ со сдвигом в задний ряд, а также старый акцентный тип, при котором ударение в некоторых лексических категориях падает на начальный слог слова.

## История изучения
К одним из первых сведений об особенностях шуменского говора относят записи Д. Войникова третьей четверти XIX века, в которых наряду с собранными фольклорными текстами Шуменского региона приводится перечень диалектных черт. В число шуменских языковых особенностей автор включил как локальные черты (употребление краткой формы общекосвенного падежа личного местоимения 3-го лица единственного числа мужского и среднего рода и на месте го), так и общие восточноболгарские черты (редукция безударных гласных, чередование рефлексов *ě (ѣ) перед твёрдыми и мягкими согласными в ударной и безударной позициях, сохранение у личных имён собственных и терминов родства форм общекосвенного падежа). На рубеже XIX—XX веков говоры селений Шуменского региона были исследованы Л. Милетичем в рамках масштабного изучения восточноболгарского диалектного ареала («Das Ostbulgarische», 1903). Учёный выделил среди прочего северо-восточный о-диалект как отдельную единицу своей диалектной классификации. Среди прочих говоров этого диалекта Л. Милетич исследовал говоры шуменского ареала. Такое диалектное членение сохранилось в болгарской диалектологии до настоящего времени.
В начале XX века над описанием шуменских говоров работал уроженец Шумена Х. Герчев, но его исследования были изданы только в 1994 году. В 1930-х годах шуменские говоры изучал Г. Попиванов. В его работах дано исчерпывающее описание диалектной характеристики шуменского говора, включая его лексический состав (словарь на 1400 слов). Также исследование шуменских говоров в это время проводил С. Чилингиров. В журнале «Родна реч» он опубликовал две статьи, посвящённые шуменским лексическим особенностям.
В начале 1960-х годов Шуменский регион (7 сёл с автохтонным населением) среди прочих регионов Болгарии исследовался для составления Болгарского диалектологического атласа. Один из составителей атласа С. Стойков дал северо-восточным говорам название мизийские и выделил в шуменском диалектном ареале собственно шуменские и сыртовские говоры. Описание основных черт шуменских говоров, опирающееся на исследования Л. Милетича, Б. Цонева, Г. Попиванова и других учёных, было включено в составленное С. Стойковым издание «Българска диалектология» (1962, переиздание 1968). Позднее М. Славчев-Младенов предложил для собственно шуменских говоров новое название «шуменско-преславские говоры» (1974), а также одним из первых в болгарской диалектологии стал рассматривать шуменско-преславский и сыртовский ареалы как обособленные.
Во второй половине XX века и в начале XXI века разным аспектам характеристики шуменских говоров посвятили свои работы С. Обрешкова (1968), С. Кабасанов (1982), К. Вачкова (1982, 1990), Д. Добрева (1986), Е. С. Узенёва (2007), К. Колева (2014) и другие исследователи. К. Колева, в частности, произвела уточнение внешних границ шуменского ареала и дала описание внутренних различий говоров.
На диалектологической карте болгарского языка, опубликованной отделением диалектологии и лингвистической географии Института болгарского языка в 2014 году, шуменские и сыртовские говоры обозначены как две отдельных диалектных единицы. Шуменские говоры отмечены как наиболее характерные представители мизийской подгруппы говоров. В карту включены примеры текста и аудиозапись говора шуменского села Кочово.

## Примеры текста
В описании к диалектологической карте болгарского языка, опубликованной отделением диалектологии и лингвистической географии Института болгарского языка(2014), приводятся следующие примеры текста на одном из шуменских говоров:
1. Ас седѝ тры̀ нни жѐнна и без лềбиц — литер. Аз седя три дни жадна и без хлебец.
2. Ни мужỳ у медо̀ уд гул’àмата бъ̀чwъ да бръ̀кна с ръкъ̀, зъ̀м да й упѝтъм — литер. Не можах в меда от голямата бъчва да бръкна с ръка, за да го опитам.

В том числе пример текста говора села Кочово (община Велики-Преслав Шуменской области):
Тъ̀с пък шъ wѝкни зъ чỳздуту мо̀мче дъ пла̀чи. Мèн’е ко̀й шъ испра̀йъ? Цѐлийу до̀м шъ глѐдъ. Т’à шѐ ли зна̀й дъ до̀ди? Идѝн вѐчер шъ до̀ди, идѝн н’àмъ. Пѐпило гу wъ̀ргъми.